# Italiaanstalige Wikipedia
De Italiaanstalige uitgave van Wikipedia ging van start in januari 2002. Sinds begin 2013 telt de Italiaanstalige Wikipedia meer dan 1.000.000 artikelen.

## Geschiedenis
In augustus 2005 haalde ze de Spaanse en Portugese versie in, waarbij ze de 8e werd in grootte. Dit kwam voornamelijk door de sprong van 56.000 naar 64.000 artikelen, dankzij een geautomatiseerde bot die meer dan 8000 gemeenten van Spanje toevoegde, genaamd operatie "Comuni spagnoli".
Op 8 september werd ze groter dan de Nederlandstalige en nog een dag later passeerde ze de grens van 100.000 artikelen. Op 11 september overtrof ze de Zweedse en werd ze op vier na de grootste talenversie dankzij het geautomatiseerd toevoegen van Franse gemeenten. Op 23 september 2005 werd ze echter weer ingehaald door de Poolstalige Wikipedia.
December 2005 bevatte de Wikipedia meer dan 220.000 artikelen en meer dan 100.000 gebruikers. De laatste paar maanden is het aantal administrators flink gestegen, omdat vandalisme en auteursrechtenproblemen sterk gegroeid waren.
Het algemene beleid wordt nu onder handen genomen. Nieuwe gebruikers kunnen nu een uitgebreide handleiding volgen met betrekking tot auteursrechten van teksten en afbeeldingen. Op 3 oktober 2008 werd de mijlpaal van 500.000 artikelen gehaald; op 22 januari 2013 verdubbeld tot: 1 miljoen met het lemma over de band 8 mm.

### 2011 Blokkering van website uit protest tegen wet

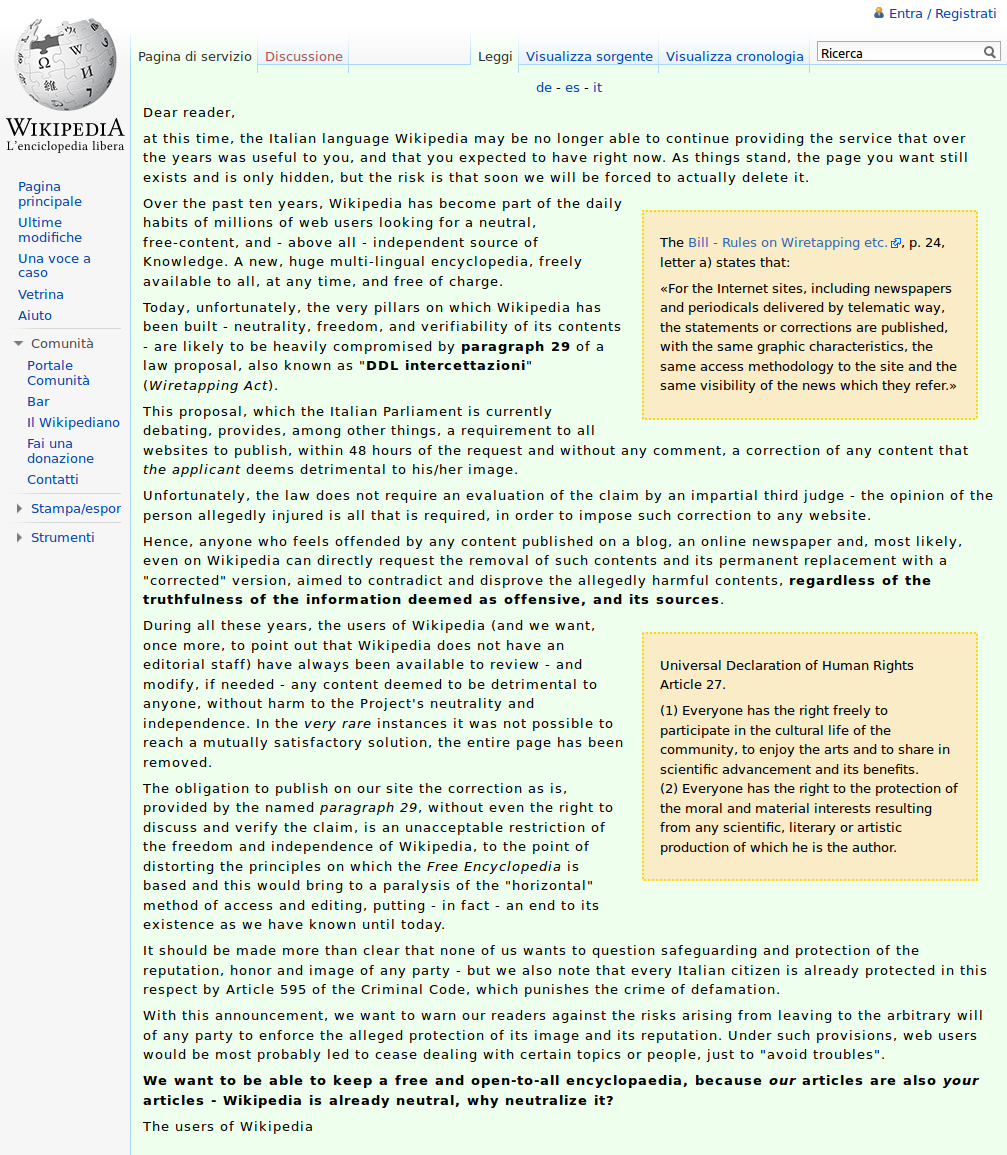
Manifest op 4 oktober 2011

Op 4 oktober 2011, na een besluit van de gemeenschap, werd alle inhoud verborgen en de website geblokkeerd door de beheerders, als protest tegen paragraaf 29 van de zogenaamde DDL intercettazioni ("aftapwet") van de Italiaanse regering.
Dit wetsvoorstel zou het mogelijk maken dat iedereen die zich door een webpagina beledigd voelt het recht krijgt om zonder tussenkomst van een rechter en binnen 48 uur een correctie van de inhoud van diezelfde pagina te eisen, waarbij een boete tot 12.000 euro kan worden opgelegd wanneer de websitebeheerders in gebreke blijven. Deze reactie zou blijvend en onveranderlijk geplaatst moeten worden. Zoiets zou in strijd zijn met het principe van Wikipedia dat alle bijdragen weliswaar gearchiveerd worden, maar dat de zichtbare pagina te allen tijde door iedereen gewijzigd kan worden. Verder liet de Wikimedia Foundation diezelfde dag in een officieel blogbericht weten dat ze meeging in de beslissing van de Italiaanse Wikipedia.
Bezoekers van de website zagen slechts een manifest waarin de standpunten van de gemeenschap uiteen werden gezet.
Op 6 oktober werd de website gedeblokkeerd, zij het met een groot bericht boven elke pagina om de reden van het protest toe te lichten. Op 14 oktober verdween het bericht van de website.

### 2018 Blokkering tegen EU-auteursrechtvoorstellen

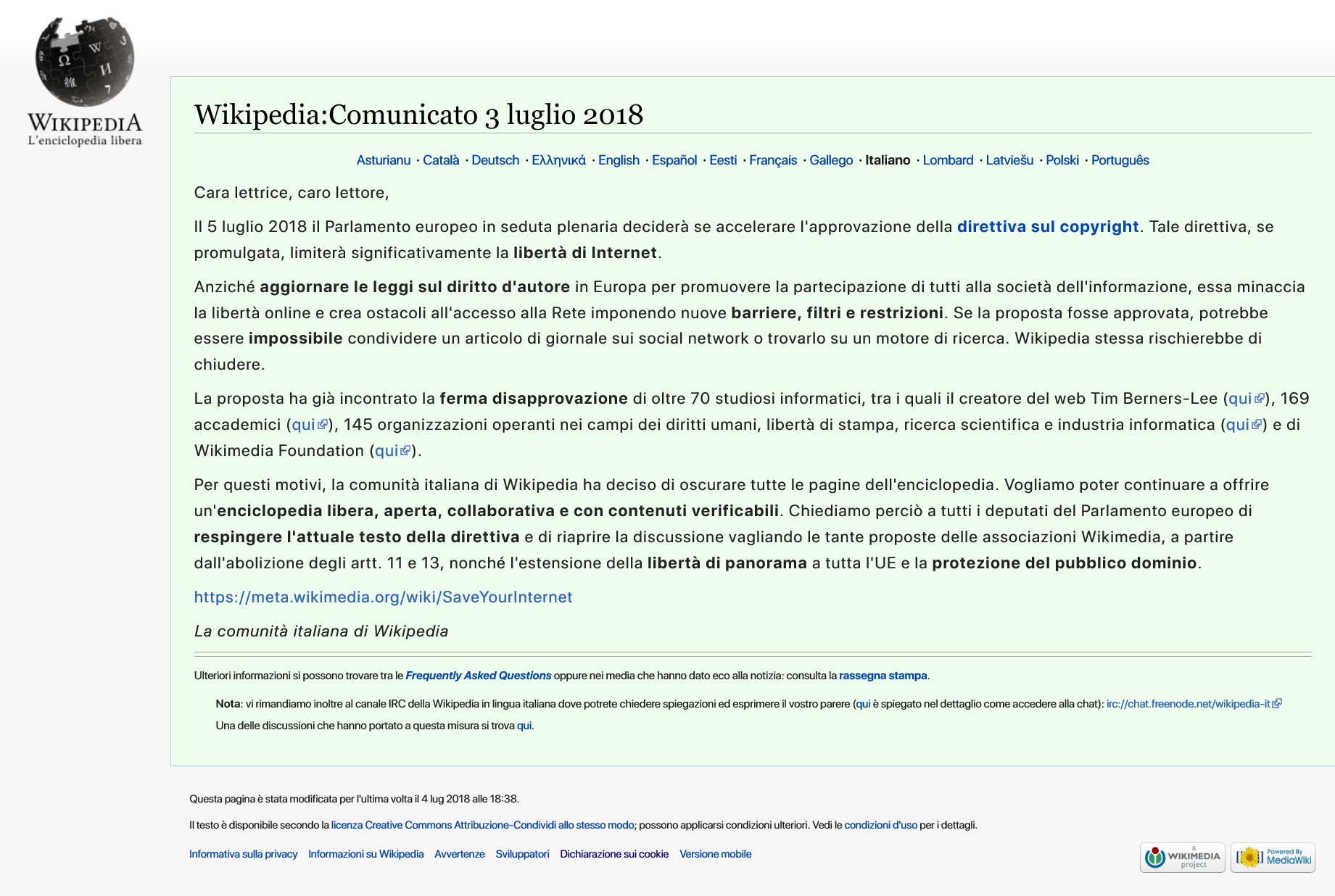
Screenshot Italiaans Wikipedia 2 juli 2018

Op 3 juli 2018, na een besluit van de gemeenschap, werd alle inhoud verborgen en de website geblokkeerd door de beheerders, als protest tegen een voorstel voor een Europese richtlijn over auteursrecht in de digitale eengemaakte markt.

## Wikipedia's in diverse Italiaanse talen
- (Standaard-)Italiaans

### Noord-Italië
- Piemonteis
  - artikel over Piëmontees
- Veneto
- Lumbaart, Lombardisch
- Liguru, Ligurisch

#### Emilia-Romagna
- Arzan (Emilian e rumagnol), taal van Reggio-Emilia
- Bulgnais, Bolognees
- Cararin, Carrarees
- Frares, Ferrarees
- Mantuan, Mantuaans
- Mudnes, Modenees
- Piasintein, Piacentees
- Pramzan, Parmees
- Rumagnol, taal van de Romagna

### Zuid-Italië
- Napulitano, Napolitaans
- Siculu, Siciliaans

### Corsica
- Cursu, Corsicaans

### Sardinië
- Sardu, Sardijns